# Cindy & Bert

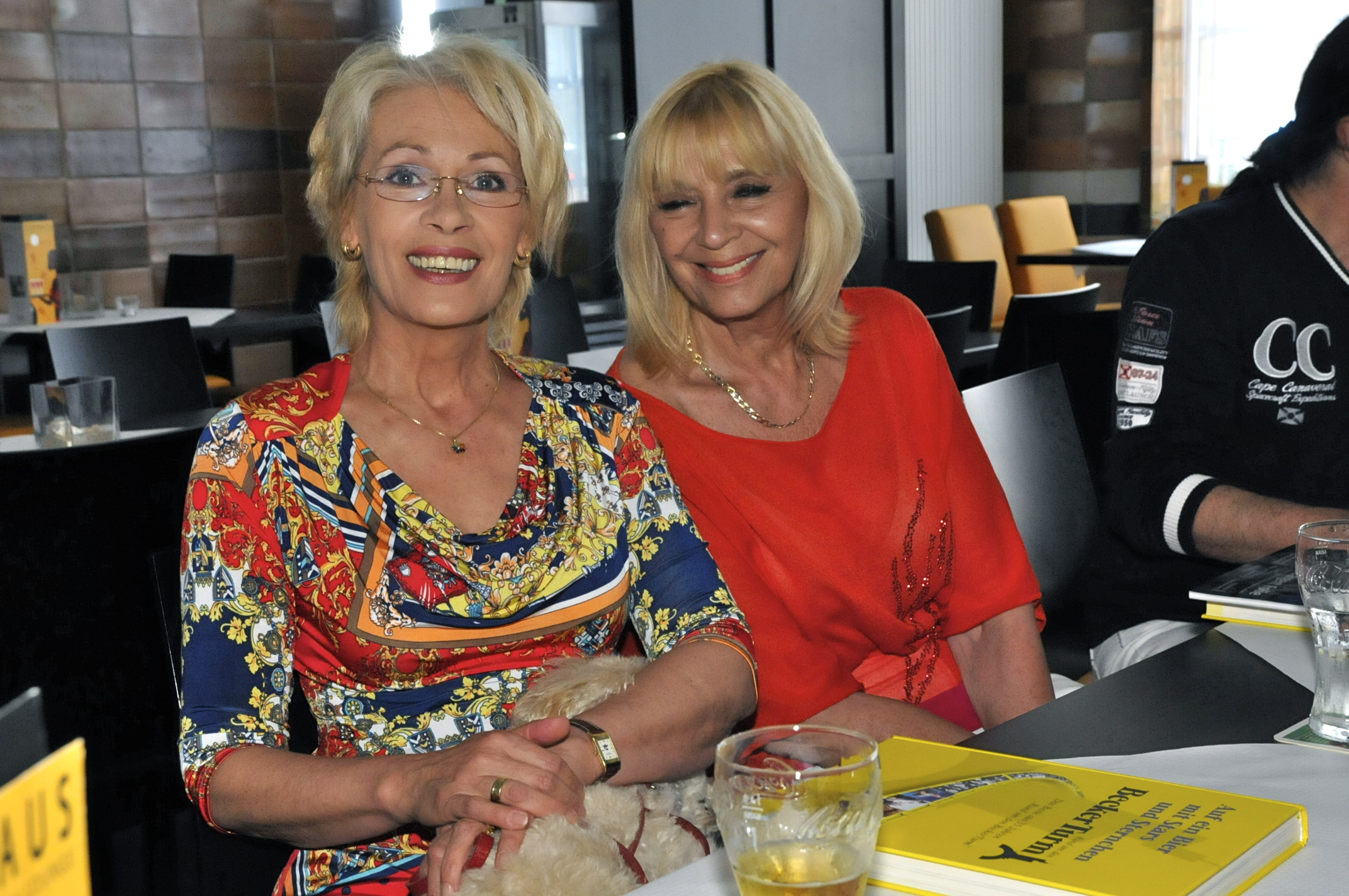
Die Schlagersängerinnen Ingrid Peters (links) und Cindy Berger stellen ein Erinnerungsbuch vor (2013)

Cindy & Bert war ein deutsches Schlagerduo, bestehend aus Jutta Berger (Cindy) geb. Gusenburger (* 26. Januar 1948 in Völklingen, Saarland) und Norbert Maria Berger (Bert) (* 12. September 1945 in Völklingen, Saarland, † 14. Juli 2012 in Düsseldorf). Cindy & Bert wurden in den 1970er Jahren bekannt. Ihre erfolgreichsten Lieder waren Immer wieder sonntags (1973), Spaniens Gitarren und Aber am Abend da spielt der Zigeuner (beide 1974). Ende der 1980er Jahre etablierte sich Jutta Berger unter dem Namen Cindy Berger auch als Solosängerin.

## Werdegang
Norbert Berger entstammte einer Musikerfamilie. Sein Großvater Josef Berger war von 1888 bis 1931, sein Vater Alex Berger von 1931 bis 1973 Organist an der katholischen Pfarrkirche St. Eligius in Völklingen. Norbert Berger war Anfang der 1960er Jahre E-Bassist in der Amateurband Blue Birds, für die eine Sängerin gesucht wurde. Mit Jutta Gusenburger, damals Schülerin, trat diese Band dann als Jutta und das Quintett Royal auf. 
Ab 1965 waren Norbert Berger und Jutta Gusenburger als Gesangsduo unter dem Namen Cindy & Bert unterwegs. Das Paar heiratete am 20. Mai 1967.
1969 erschien die erste Schallplatte des Duos, Saturday Morning, die bereits ein beachtlicher Erfolg wurde. Weitere erfolgreiche Titel aus dieser Zeit waren Titel wie Cäsar und Cleopatra, Ich hab’ Heimweh, Holly Holy oder Jeder braucht jeden. Gewissen Sammlerwert genießt heute ihre Single Der Hund von Baskerville von 1970, eine Coverversion von Black Sabbaths Paranoid, die von Bert umgetextet wurde. Bert war gelernter Industriekaufmann, Cindy arbeitete als Versicherungskauffrau. Als die Auftritte immer erfolgreicher wurden, gaben beide 1971 ihre Berufe auf, um nur noch im Showgeschäft tätig zu sein. 
Zum Eurovision Song Contest bewarben sich Cindy & Bert erstmals bei der deutschen Vorentscheidung 1972 mit Geh die Straße und scheiterten knapp. Auch 1973 versuchten sie es mit Wohin soll ich gehen? und Zwei Menschen und ein Weg. Im selben Jahr hatten sie jedoch ihren größten Erfolg mit Immer wieder sonntags. 1974 vertraten sie Deutschland beim Eurovision Song Contest in Brighton und belegten mit Die Sommermelodie den letzten Platz. Bei der deutschen Vorentscheidung zum Grand Prix 1978 versuchten sie es dann nochmals, ebenfalls erfolglos, mit Chanson d'été und Was die Sterne lenkt.
Inzwischen konnte das Duo mehrere Erfolge wie Spaniens Gitarren (1974) und Wenn die Rosen erblühen in Malaga (1975) verbuchen und avancierte zum erfolgreichsten Schlagerduo der 1970er Jahre. 1976 wurde ihr Sohn Sascha geboren, der unter dem Namen Berger als Musiker bekannt wurde. Seit 1984 liehen Cindy & Bert den Saarlodris ihre Stimme, die im Fernsehprogramm des Saarländischen Rundfunks als Werbetrenner eingesetzt wurden. Bis Ende der 1980er Jahre nahm das Duo noch Titel auf.
1988 wurde die Ehe der beiden geschieden. Danach gingen sie zunächst getrennte Wege. Cindy Berger startete eine Solokarriere. Sie beteiligte sich zweimal an deutschen Vorentscheidungen zum Eurovision Song Contest: 1988 mit Und leben will ich auch (Platz zwei) und 1991 mit Nie allein (Platz sieben). 1989 nahm sie zusammen mit Roger Whittaker Bleib heut bei mir auf. Bert Berger war vor allem als Komponist, Texter und Produzent tätig. Er hatte bereits seit den 1970er Jahren ein eigenes Tonstudio und einen Musikverlag. Mitte der 1990er Jahre traten Cindy & Bert dann wieder gemeinsam auf. Sie sangen bei verschiedenen Oldie-Sendungen im Fernsehen ihre alten Hits, nahmen aber auch wieder neue Titel auf. 1997 erreichten sie mit Ich habe die Rose geseh’n Platz sieben bei den Deutschen Schlager-Festspielen.
Cindy & Bert lebten im Jahr 2006 gemeinsam für eine Woche im Big-Brother-Dorf, was täglich auf RTL II ausgestrahlt wurde. 2007 erschien Cindy Bergers Soloalbum Zeitlos, aus dem die Titel 1000 Seelenfeuer und  Saludos Amigo als Singles ausgekoppelt wurden. 2010 agierte sie neben elf weiteren Jurymitgliedern als Jurorin beim internationalen deutschsprachigen Gesangswettbewerb Musikpreis Stimmschatz 2010. Im September 2011 nahmen Cindy & Bert an dem TV-Format Cover My Song des Senders VOX teil. Während der Rapper Favorite ihren Hit Immer wieder sonntags in neuem Soundgewand rappte (und dabei der Originalrefrain gesampelt wurde), arbeitete das Schlagerduo den autobiographischen Rapsong Ich vermiss' euch zu dem Lied Du bist stark um. Diese neue Version von Immer wieder sonntags erschien daraufhin zum Herunterladen im Internet.
Am 14. Juli 2012 starb Bert Berger im Alter von 66 Jahren an den Folgen einer Lungenentzündung in einem Düsseldorfer Krankenhaus. Er wurde auf dem Katholischen Friedhof im Stadtteil Lohausen beigesetzt.
Im Juni 2013 veröffentlichte Cindy das Soloalbum Mindestens haltbar bis …. Im Frühjahr 2014 nahm sie zusammen mit dem Profi-Tänzer Marius Iepure an der siebten Staffel von Let’s Dance teil. Cindy Berger lebt seit 2017 in Berlin. Im Juni 2018 veröffentlichte sie mit dem Newcomer Justin Winter den Song Es ist immer alles gut. Als Zeitzeugin wirkte sie in dem Dokudrama Rex Gildo – Der letzte Tanz (2022) von Rosa von Praunheim mit.

## Diskografie

### Alben
- Jeder braucht jeden BASF/Cornet 1972
- Cindy & Bert (Komm gib mir mehr) Freizeitrevue/BASF/Cornet 1973
- Zwei Menschen und ein Weg BASF/Cornet 1973
- Die Lieder unserer Welt BASF/Cornet 1974
- Sie & Er – Er & Sie BASF/Cornet 1974
- Die Musik ist schuld daran BASF/Cornet 1975
- Wenn die Rosen erblühen in Malaga BASF/Cornet 1975
- Musik am Abend BASF/Cornet 1976
- Addio mia bella musica BASF/Cornet 1976
- Wie es euch gefällt Polydor 1977
- Rosen aus Rhodos Polydor 1977
- Darling Polydor 1979
- Träume RCA 1981
- Traumboot-Party Imperial (CD), Papagayo (LP) 1987
- Gib mir Zeit DA/Sound Around 1995 (DCD)
- Neue Zeiten G.I.B. Music 1997

### Kompilationen
- Unsere größten Erfolge BASF/Cornet 1975
- Weihnachtsplatte und Schöne Ferien (zusammen mit Peter Rubin und Freddy Breck) BASF/Cornet 1975
- Unsere Lieder, unsere Erfolge  Bertelsmann Club/Cornet 1975
- Stargala Polydor 1976 (DLP)
- 20 Hits Polydor 1977 (MC)
- Cindy & Bert Polydor 1977
- Spaniens Gitarren – Ihre 16 größten Erfolge Polydor 1977
- Unsere schönsten Melodien Polydor 1978
- Gold Collection EMI Electrola 1978 (DLP, Reissue Papagayo 1985)
- Hallo, Herr Nachbar Karussell 1981 (MC)
- Wenn die Rosen erblühen in Malaga Karussell 1983
- In Gold Polydor 1986
- Gold – Ihre großen Erfolge Pilz 1988
- Die 20 schönsten Erfolge Drive 1988
- Immer wieder sonntags Karussell 1989, Reissue 1990
- Ich komm’ bald wieder – Große Erfolge BR Music 1989 (LP), 1993 (CD)
- 20 große Erfolge Papagayo 1993
- Ausgewählte Goldstücke Karussell 1994
- Star Gala – Immer wieder sonntags Spectrum 1995 (Reissue 1997)
- Spaniens Gitarren Ariola Express 1995
- Immer wieder sonntags – Ihre größten Erfolge Sony 1995
- Ihre großen Erfolge Herzklang/Sony Music 1995
- Szene Stars Polydor 1997
- Cindy & Bert Laserlight 1997
- Ihre größten Erfolge It’s Music/Delta Music 1998
- Best of Spectrum 1998
- Immer wieder sonntags Ariola Express 1998
- Zeit für Zärtlichkeit Laserlight 1999 (DCD)
- Schlagerträume Euro Trend 2000
- Spanische Gitarren BMG Ariola 2000
- Die 20 schönsten Erfolge Drive 2000
- Golden Stars – The best of Sonocord 2000 (DCD)
- Schlager-Rendezvous (Welcome to the Show) MCP 2001
- 20 große Erfolge Carlton 2001
- Schlagerparty mit Cindy & Bert Sonja/DA 2002

### Singles
- Saturday Morning / Hey Du Cornet 1969
- Cäsar und Cleopatra / Ich glaub' an morgen Cornet 1969
- Love Love Love / Wenn man träumen könnte Cornet 1970
- Rot war der Mohn / Liebe so heiß wie der Sand Cornet 1971
- Holly Holy / Der Hund von Baskerville Cornet 1971
- Der Hund von Baskerville / Holly Holy Cornet 1971
- Ich fand eine Hand / Karussell Cornet 1971
- Jeder braucht jeden / Die fremden Reiter Cornet 1972
- Ich hab’ Heimweh / Sunny Sunshine Cornet 1972
- Geh die Straße / So will ich leben BASF/Cornet 1972
- Ich hör’ Musik / Du bist meine Lebensmelodie BASF/Cornet 1973
- Immer wieder sonntags / Souvenirs einer Liebe BASF/Cornet 1973
- Hallo, Herr Nachbar / Freitagabend BASF/Cornet 1973
- Ich komm bald wieder / Mondschein BASF/Cornet 1973
- Spaniens Gitarren / Ay Ay Chiquita BASF/Cornet 1974
- Die Sommermelodie / Musik für zwei Verliebte BASF/Cornet 1974
- Aber am Abend, da spielt der Zigeuner / Spiel noch einmal für mich Habanero BASF/Cornet 1974
- Ich suche einen Schatz / Rosen für eine Liebe BASF/Cornet 1975
- Wenn die Rosen erblühen in Malaga / Der schwarze Husar BASF/Cornet 1975
- Sonne für dich / Domingo BASF/Cornet 1976
- Addio mia bella musica / Die Mama und der Papa BASF/Cornet 1976
- So als ob du schwebtest / Danke dir BASF/Cornet 1976
- Kinder, Kinder, was war das ein Winter / Cheerio fremder Wanderer Polydor 1976
- How Do You Do, My Darling / Wir denken viel an Rosmarie Polydor 1977
- Rosen aus Rhodos / Ich geh’ im Wind neben dir Polydor 1977
- Chanson d'été (Liebeslied eines Sommers) / Der Wein schmeckt halb so gut allein Polydor 1978
- Im Fieber der Nacht / Black Jack (You’re the One that I Want) Polydor 1978
- Darling / Sage mir wo Mama wohnt Polydor 1979
- Memories von dir / Für deine Liebe Polydor 1979
- Ian Kelley / Sommerblumen Polydor 1980
- Noch einen Wein, Maria / Cordubes Polydor 1980
- Nenn es Liebe / Ich will heim zu dir RCA 1980
- Träume / Dornenvögel RCA 1981
- San Bernardino / Nachts in Athen RCA 1981
- Nach all den Jahren / Such die Tränen in der Sonne RCA 1982
- Du und ich / Traumboot-Medley DA 1984
- Zeit für Zärtlichkeit / An jenem Tag war der Sommer vorbei Papagayo 1985
- Schenk’ mir diesen Sommer / Ein Lied für Madonna Papagayo 1986
- Noche de Luna / Über den Dächern der großen Stadt Papagayo 1987
- Lass uns noch einmal Kinder sein Wolke 7 1995 (Cindy als Teil von Stars für Wolke 7)
- Gib mir Zeit / So wie ein Bilderbuch / Wenn Du mich hören solltest DA/Sound Around 1995
- Lust auf Dich / Bis ans Ende dieser Nacht / Milly's Nachtcafé G.I.B. Music 1996
- Viva la noche / Milly’s Nachtcafé G.I.B. Music 1997
- Ich habe die Rose geseh’n / Mach’ es mir nicht schwer G.I.B. Music 1997

## Auszeichnungen
- Goldene Europa: 1970, 1972, 1973
- Bronzener Löwe von Radio Luxemburg: 1973